# Cauchy-à-la-Tour

Cauchy-à-la-Tour este o comună în departamentul Pas-de-Calais, Franța. În 1 ianuarie 2022 avea o populație de 2.645 de locuitori.